# Partido Republicano da Esquerda Democrática
O Partido Republicano da Esquerda Democrática (PRED) foi um partido político português do tempo da Primeira República, fundado na década de 1920 como uma dissidência do Partido Democrático, situando-se à sua esquerda no espectro parlamentar, sendo conhecidos os seus militantes como “canhotos”. Foi liderado por José Domingues dos Santos; António Resende, um republicano portuense, foi um dos seus fundadores. Concorreu apenas nas últimas eleições da I República, em 1925, conseguindo apenas 3,7% do total (18073 votos). O PRED foi o último partido a ser constituído durante a Primeira República.

## Resultados eleitorais

### Eleições legislativas
| Data | Líder                     | Votos  | %           | Deputados | Senadores | Status   | Ref.ª       |
| ---- | ------------------------- | ------ | ----------- | --------- | --------- | -------- | ----------- |
| 1925 | José Domingues dos Santos | 18 073 | 3,7 / 100,0 | 6 / 163   | 6 / 73    | Oposição | [ 2 ] [ 1 ] |